# 南佳策
南 佳策（みなみ けいさく、1937年〈昭和12年〉4月29日 - 2024年〈令和6年〉8月5日）は、日本の政治家。元奈良県天理市長（3期）。

## 経歴
奈良県出身。奈良県立短期大学卒。卒業後は奈良県庁に入る。県庁内では総務部広報課、土木部管理課の各課長、監査委員会事務局長、奈良新公会堂館長などを務める。2001年〈平成13年〉天理市長選挙に立候補し、6人による選挙戦を制した。2005年〈平成17年〉に再選。2009年〈平成21年〉に三選した。市長は3期務め、2013年〈平成25年〉に退任した。2014年、旭日小綬章受章。2024年8月5日、老衰のため死去した。87歳没。死没日付をもって従五位に叙された。